# Jacqui Melksham
Jacqui Melksham (* 12. Oktober 1978 in Australien) ist eine australische Fußballschiedsrichterin.
Die Grafikdesignerin aus Mansfield, Queensland, pfeift in der 2008 eingeführten semi-professionellen W-League in Australien. Das FIFA-Zertifikat erhielt Melksham bereits 2004; im selben Jahr absolvierte sie bei der U-19-Fußball-WM in Thailand ihr erstes internationales Turnier. 2008 wurde sie zur U-20-Fußball-WM in Chile eingeladen. Auch bei der WM 2011 in Deutschland gehörte sie zum Stab der 16 FIFA-Schiedsrichterinnen. Sie leitete dort das Eröffnungsspiel Deutschland gegen Kanada (2:1) vor 74.000 Zuschauern im Berliner Olympiastadion sowie die Viertelfinalpartie zwischen Brasilien und den USA (2:2 n. V., 3:5 i. E.), in der sie die Amerikanerin Rachel Buehler vom Platz stellte.